# 达日罕乌拉苏木
达日罕乌拉苏木，是中华人民共和国内蒙古自治区赤峰市克什克腾旗下辖的一个乡镇级行政单位。位于该苏木境内的应昌路故城遗址始建于元世祖至元年间，是北元惠宗和昭宗的临时都城。

## 行政区划
达日罕乌拉苏木下辖以下地区：
达根诺日嘎查、巴彦锡勒嘎查、巴彦都呼木嘎查、那日斯嘎查、多若诺日嘎查、达来嘎查、贵恩格日嘎查、塔班呼如嘎查、乌拉苏太嘎查和巴彦浩舒嘎查。